# Playground of the Damned
Playground of the Damned è il quindicesimo album in studio del gruppo epic metal Manilla Road.

## Tracce
1. Jackhammer – 5:27
2. Into the Maelström – 4:47
3. Playground of the Damned – 4:27
4. Grindhouse – 7:51
5. Abattoir de la Mort – 7:15
6. Fire of Asshurbanipal – 4:41
7. Brethren of the Hammer – 5:03
8. Art of War – 7:16

## Formazione
- Cory Christner - batteria
- Harvey Patrick - basso, voce
- Mark Shelton - voce, chitarra, basso
- Vince Golman - basso